# Louis Pelâtre
Louis Pelâtre (ur. 12 maja 1940 w Pancé) – francuski duchowny rzymskokatolicki posługujący w Turcji, w latach 1992-2016 wikariusz apostolski Stambułu.

## Życiorys
Święcenia kapłańskie przyjął 24 maja 1969. 9 lipca 1992 został mianowany wikariuszem apistolskim Stambułu ze stolicą tytularną Sasima. Sakrę biskupią otrzymał 13 września 1992. 16 kwietnia 2016 przeszedł na emeryturę.